# Salticus scenicus
Salticus scenicus (supranumit Păianjen zebră) sau păianjenul saltimbanc, este o specie de păianjen săritor comună în Europa. El nu țese pânză, execută sărituri pentru a prinde prada și este foarte curios.

## Descriere
Femela crește până la 5 - 8 mm în lungime, iar masculul 5 - 6 mm. Caracteristica cea mai distinctivă a acestui păianjeni este mărimea, relativ, foarte mare a primei perechi de ochi situați median. Aceasta este tipic pentru toți păianjenii săritori, deoarece vederea are un rol important în localizarea prăzii și efectuarea cât mai exactă a săriturii. Corpul este alb-negru, pe opistosomă dungile albe (sau negre) formează un model de forma literei Z. Datorită alternanței dungilor albe și negre acest păianjen a primit numele de "Păianjen zebră". 

## Modul de viață

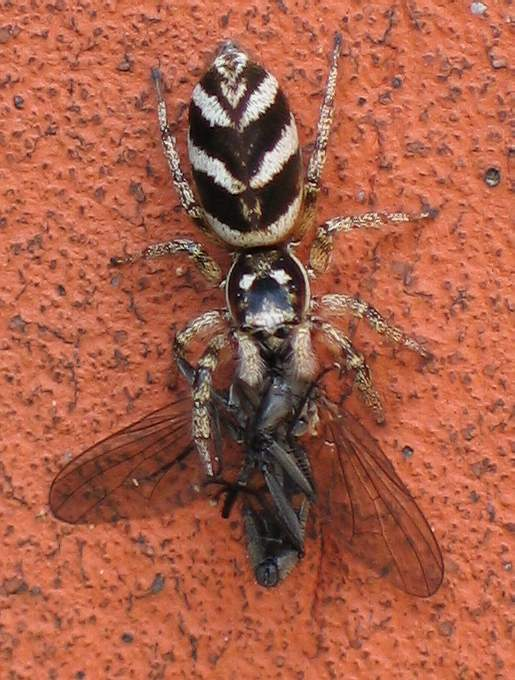
Păianjen zebră cu prada sa

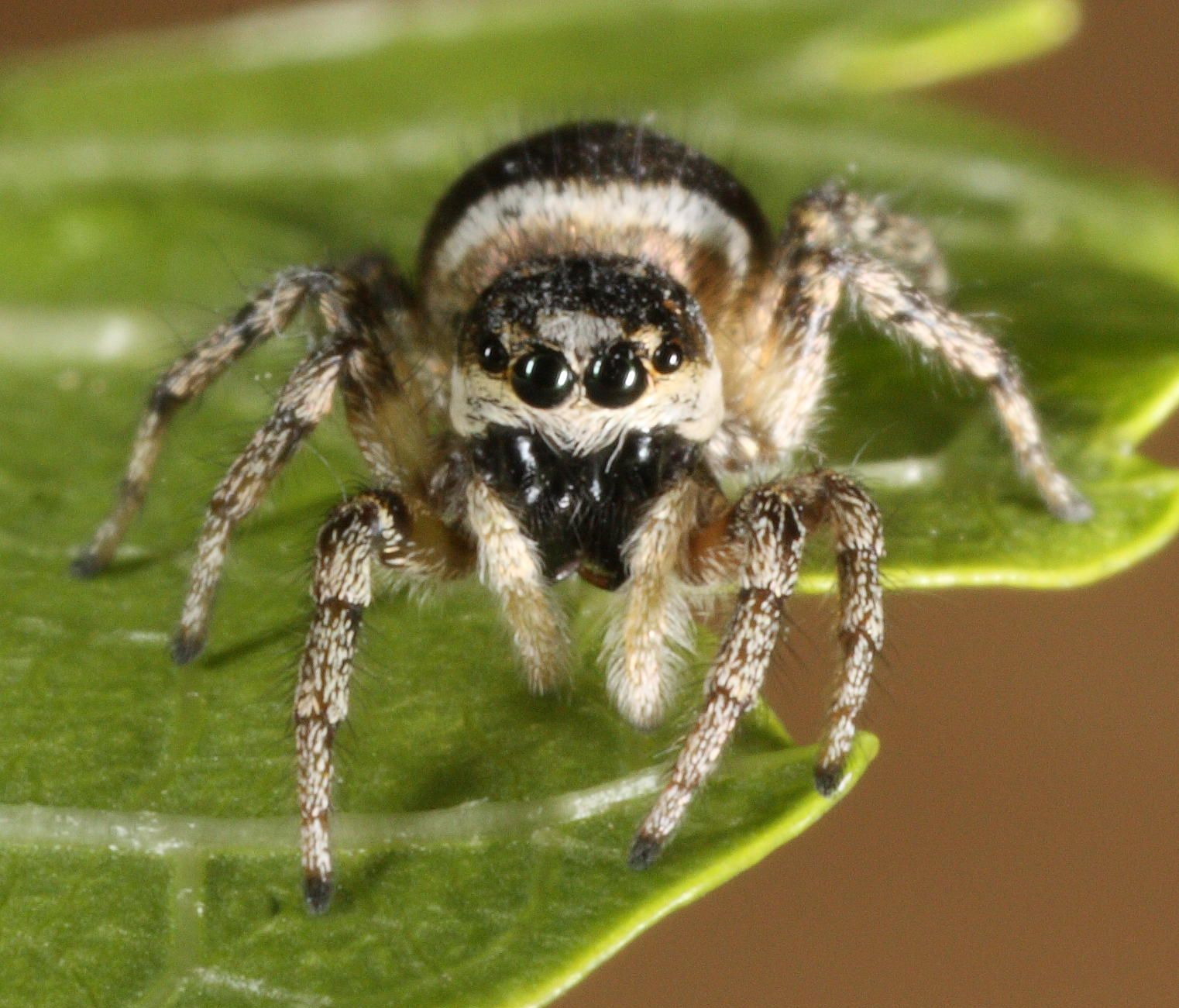

Ca și alți păianjnei săritori, Păianjenul zebră folosește ochii lui mari pentru a localiza prada. Apoi, se mișcă încet spre victimă. Când acesta este destul de aproape se năpustește asupra ei și înfige chelicerele în corpul insectei. Cu ajutorul vederii lui acută, el este capabil să măsoare exact distanța de care are nevoie pentru a sări. 

Înainte de săritură, mai ales când executa sărituri de pe plane verticale, ei lipesc un fir de mătase de suprafață, astfel încât, după prindere insectei, el urcă pe fir. Săritura este posibilă datorită presiunii hemolimfei create în picioare. Viteza medie este în timpul săriturii s-a estimat a fi între 64 și 79 cm / s. 
Păianjenul zebră se hrănește cu diferite insecte mai mari sau asemenea lui în dimensiuni (de ex. țânțarii), evită furnicile.

## Reproducerea
Acuplarea este anticipată de un dans nupțial realizat de mascul. El flutură cu prima pereche de picioare și mișcă cu abdomenul din sus în jos. Încă nu se știe ce anume o atrage pe femelă în acest dans. Ponta femela o poartă cu sine. După eclozare juvenilii sunt păziți o perioadă de către mama lor. 

## Răspândire
Acesta este larg răspândit în toată Europa și America de Nord. El adesea habitează în așezările umane. În zilele însorite, Păianjenul zebră poate fi observat pe pereți, plante și garduri.